# Championnat de France de rugby à XIII 2002-2003
Navigation
Édition précédente Édition suivante
Le Championnat de France de rugby à XIII 2002-2003 est la 65e édition de la plus importante compétition de rugby à XIII en France. Le calendrier de la compétition s'étend de 14 septembre 2002 au 25 mai 2003 avec une finale disputée au Parc des sports et de l'amitié de Narbonne.
Organisé sous l'égide de la Fédération française de rugby à XIII, le championnat est composé de onze équipes qui se rencontrent lors d'une phase de saison régulière où s'affrontent sur deux rencontres chacune des équipes. Cette phase détermine l'ordre des qualifiés pour la phase finale à élimination directe en match aller-retour pour se ponctuer par une finale en match unique. Pour les équipes participantes, le championnat est entrecoupé par la Coupe de France et pour quatre d'entre elles s'ajoutent la Coupe d'Angleterre nommée « Challenge Cup ».
Vainqueur de l'édition précédente, Villeneuve-sur-Lot conserve son titre en battant en finale Saint-Gaudens 31-18. Il s'agit du neuvième titre de Championnat de son histoire et son troisième d'affilée autour de leur capitaine Laurent Frayssinous et comptant dans ses rangs Frédéric Banquet, David Despin, Laurent Carrasco, Jamal Fakir ou Vincent Wulf, le tout entraîné par Jean-Luc Albert.

## Équipes en compétitions
| Carcassonne Carpentras Châtillon Lézignan-Corbières Limoux Pia Saint-Gaudens Toulouse UTC Villefranche Villeneuve-sur-Lot |

Onze équipes participent cette saison au championnat de France de première division; Toulouse, Villeneuve-sur-lot, Pia, Lézignan-Corbières, Carpentras, Paris Châtillon, Union Treiziste Catalane, Villefranche-de-Rouerge, Saint-Gaudens, Carcassonne et Limoux.
Un seul promu, l'équipe de Châtillon. Le second promu, Lyon Villeurbanne a refusé la montée. Ceci explique le nombre impair d'équipes.
| Club                     | Dernière montée | Classement en 2002 | Entraîneur(s)               |
| ------------------------ | --------------- | ------------------ | --------------------------- |
| Carcassonne              | 2000            | Quart-de-finaliste |                             |
| Carpentras               | 2001            | 10e                |                             |
| Châtillon                | 2002            | Promu              |                             |
| Lézignan                 | 1990            | Quart-de-finaliste |                             |
| Limoux                   | 1962            | 9e                 |                             |
| Pia                      | 1988            | Demi-finaliste     |                             |
| Saint-Gaudens            | 1986            | Quart-de-finaliste | Gilles Dumas                |
| Toulouse                 | 1993            | Demi-finaliste     |                             |
| Union treiziste catalane | 2000            | Finaliste          | Marc Guasch Mathieu Khedimi |
| Villefranche             | 1999            | Quart-de-finaliste |                             |
| Villeneuve-sur-Lot       | 1934            | Champion           | Jean-Luc Albert             |

## Format
Le calendrier est composé de deux phases :

### Première phase: saison régulière
Chaque équipe rencontre toutes les autres en matchs aller-retour.

### Deuxième phase: éliminatoires
À l'issue de la saison régulière, les huit premiers de la saison régulière se qualifient pour la phase à élimination directe. Ils sont qualifiés pour les quarts de finale prévus en aller-retour, le match aller se jouant sur le terrain du moins bien classé.

## Déroulement de la compétition

### Classement de la saison régulière
| Classement | Club                     | Points |
| ---------- | ------------------------ | ------ |
| 1er        | Villeneuve-sur-lot       | 53     |
| 2e         | Pia                      | 53     |
| 3e         | Union treiziste catalane | 52     |
| 4e         | Limoux                   | 46     |
| 5e         | Toulouse                 | 42     |
| 6e         | Saint-Gaudens            | 40     |
| 7e         | Lézignan                 | 39     |
| 8e         | Villefranche-de-Rouergue | 37     |
| 9e         | Carpentras               | 30     |
| 10e        | Carcassonne              | 28     |
| 11e        | Châtillon                | 20     |

|  | Qualifié pour la phase finale |

### Phase finale
|  | Quarts de finale | Quarts de finale         | Quarts de finale | Quarts de finale |                    |                    | Demi-finales | Demi-finales | Demi-finales | Demi-finales |  |  | Finale                                                | Finale | Finale | Finale |
|  |                  |                          |                  |                  |                    |                    |              |              |              |              |  |  |                                                       |        |        |        |
|  |                  |                          |                  |                  |                    |                    |              |              |              |              |  |  | 25 mai 2003, Parc des sports et de l'amitié, Narbonne |        |        |        |
|  |                  |                          |                  |                  |                    |                    |              |              |              |              |  |  |                                                       |        |        |        |
|  | 1er              | Villeneuve-sur-lot       | 36               | 52               |                    |                    |              |              |              |              |  |  |                                                       |        |        |        |
|  | 1er              | Villeneuve-sur-lot       | 36               | 52               |                    |                    |              |              |              |              |  |  |                                                       |        |        |        |
|  | 8e               | Villefranche             | 4                | 6                |                    |                    |              |              |              |              |  |  |                                                       |        |        |        |
|  | 8e               | Villefranche             | 4                | 6                | Villeneuve-sur-lot | Villeneuve-sur-lot | 12           | 33           |              |              |  |  |                                                       |        |        |        |
|  |                  |                          |                  |                  | Villeneuve-sur-lot | Villeneuve-sur-lot | 12           | 33           |              |              |  |  |                                                       |        |        |        |
|  |                  |                          | Limoux           | Limoux           | 18                 | 17                 |              |              |              |              |  |  |                                                       |        |        |        |
|  | 4e               | Limoux                   | Limoux           | Limoux           | 18                 | 17                 | 37           | 40           |              |              |  |  |                                                       |        |        |        |
|  | 4e               | Limoux                   |                  |                  |                    |                    |              | 40           |              |              |  |  |                                                       |        |        |        |
|  | 5e               | Toulouse                 | 32               | 30               |                    |                    |              |              |              |              |  |  |                                                       |        |        |        |
|  | 5e               | Toulouse                 | 32               | 30               | Villeneuve-sur-lot | Villeneuve-sur-lot | 31           | 31           |              |              |  |  |                                                       |        |        |        |
|  |                  |                          |                  |                  | Villeneuve-sur-lot | Villeneuve-sur-lot | 31           | 31           |              |              |  |  |                                                       |        |        |        |
|  |                  |                          | Saint-Gaudens    | Saint-Gaudens    | 18                 | 18                 |              |              |              |              |  |  |                                                       |        |        |        |
|  | 2e               | Pia                      | Saint-Gaudens    | Saint-Gaudens    | 18                 | 18                 | 5            | 40           |              |              |  |  |                                                       |        |        |        |
|  | 2e               | Pia                      |                  |                  |                    |                    |              |              |              |              |  |  |                                                       |        |        |        |
|  | 7e               | Lézignan                 | 38               | 11               |                    |                    |              |              |              |              |  |  |                                                       |        |        |        |
|  | 7e               | Lézignan                 | 38               | 11               | Lézignan           | Lézignan           | 22           | 16           |              |              |  |  |                                                       |        |        |        |
|  |                  |                          |                  |                  | Lézignan           | Lézignan           | 22           | 16           |              |              |  |  |                                                       |        |        |        |
|  |                  |                          | Saint-Gaudens    | Saint-Gaudens    | 24                 | 40                 |              |              |              |              |  |  |                                                       |        |        |        |
|  | 3e               | Union treiziste catalane | Saint-Gaudens    | Saint-Gaudens    | 24                 | 40                 | 18           | 18           |              |              |  |  |                                                       |        |        |        |
|  | 3e               | Union treiziste catalane |                  |                  |                    |                    |              | 18           |              |              |  |  |                                                       |        |        |        |
|  | 6e               | Saint-Gaudens            | 24               | 19               |                    |                    |              |              |              |              |  |  |                                                       |        |        |        |
|  | 6e               | Saint-Gaudens            | 24               | 19               |                    |                    |              |              |              |              |  |  |                                                       |        |        |        |
|  |                  |                          |                  |                  |                    |                    |              |              |              |              |  |  |                                                       |        |        |        |

L'histoire retiendra que, contre toute attente, les seconds et troisième du classement final ont été battus d'entrée.

## Finale (25 mai 2003)
(mt : 10 - 14)
Points marqués :
- Villeneuve-sur-Lot : 6 essais de Ryan (7e et 61e), Cornut (14e), Carrasco (43e et 57e) et Despin (69e) ; 3 transformations de Frayssinous ; 1 drop Rinaldi (46e)
- Saint-Gaudens : 4 essais d'Anselme (20e), Sirvent (24e et 79e) et Chanfreau (40e) ; 1 transformation de Williams.

Homme du match : 
Évolution du score : 6-0, 10-0, 10-4, 10-10, 10-14 (mi-temps), 16-14, 21-14, 27-14, 31-14, 31-18. 
Arbitre : M. Thierry Alibert
Spectateurs : 6 000
Composition des équipes :
- Villeneuve-sur-Lot : Frédéric Banquet - Mickaël Van Snick, Jérôme Hermet, Jason Webber, Gilles Cornut - Laurent Frayssinous (o)(c), Julien Rinaldi (m) - Romain Gagliazzo, Tim Ryan, Quentin Pongia, Jamal Fakir, Artie Shead, Laurent Carrasco - David Despin, Vincent Wulf, Philip Shead, Pierre Sabatié - Entraîneur : Jean-Luc Albert
- Saint-Gaudens : Adam Innes - Christophe Calégari, Claude Sirvent, Russell Bussian, Fourcade Abasse - Anthony Golder (o), Nassim Kebdani (m) - Jean-Christophe Borlin, Luke Williams, Brad Middelbosch, Éric Anselme, Bouatou Coulibaly, Arnaud Dulac (c) - Jean-François Chanfreau, Karim Djémaï, George Ghazal, Toevalu - Entraîneur : Gilles Dumas

## Effectifs des équipes présentes
| Saint-Gaudens            | Fourcade Abasse Éric Anselme Jean-Christophe Borlin Russell Bussian Christophe Calégari Jean-François Chanfreau Bouatou Coulibaly Karim Djémaï Arnaud Dulac (c) George Ghazal Anthony Golder (o) Adam Innes Nassim Kebdani (m) Brad Middelbosch Claude Sirvent Toevalu Luke Williams Entraîneur : Gilles Dumas | Villeneuve-sur-Lot | Frédéric Banquet Bentley Laurent Carrasco Olivier Charles Gilles Cornut David Despin Durdevic Jamal Fakir Laurent Frayssinous (o, c) Romain Gagliazzo Sébastien Gauffre Jérôme Hermet Quentin Pongia Julien Rinaldi (m) Tim Ryan Pierre Sabatié Artie Shead Philip Shead Mickaël Van Snick Vergniol Jason Webber Vincent Wulf Entraîneur : Jean-Luc Albert                                              |
| Union treiziste catalane | David Berthezène Thomas Bosc Aurélien Cologni Justin Dooley David Dos Reis Adel Fellous Patrice Gomez Maxime Grésèque Renaud Guigue Ronny Hartigan Phil Howlett Pascal Jampy Phillip Leuluai Gilles Mendez Troy Perkins Aaron Smith Saïd Tamghart Lionel Teixido Brett Trudgett Bruno Vergès                   | Toulouse           | Almuzara Sébastien Amigas Nicolas Ballet Davy Belmudes Damien Couturier David Delpoux Cédric Estebanez Éric Frayssinet Cédric Gay Julien Gérin (c) Kelly Thibauld Leib Mills Justin Morgan Mulhall Olieu Ludovic Pérolari Olivier Framil Sébastien Raguin Mickaël Robin Trent Robinson Cédric Rodriguez Dimitri Van Calster James Wynne Frédéric Zitter                                                 |
| Limoux                   | Almarcha Bourrel Fabrice Estebanez Ferrioàl Grandjean Jellick Laffont Laurent Mestre Mickaël Murcia Nelson Piccolo George Tuakura Vaigafa | Lézignan           | Bewson Bringuier Cazemajou Florian Chautard Clara Corognat Coutelier Couttet Davidson Durant Jean-Marc Garcia Maher Marceron Marty Navarlas Sans Sarda (c) Selles Viala Entraîneur : Didier Foulquet |
| Pia                      | Mattieu Ambert Emmanuel Bansept Yannick Brousse Florian Chaubet Craig Field (m) Karl Jaavuo (cap.) Mathieu Julia Tevita Liava’a Omar Loukili Tim Madison Nable Patrick Noguera Tom O’Reilly (o) Franck Rovira Lawrence Raleigh Sébastien Terrado Christophe Vela Eric Van Brussel Entraîneur : Craig Field     | Villefranche       | Cyril Amans Romaric Bemba Jérôme Bisson Damon Booby Frédéric de Colonges Romain Dintilhac Simon Dorrell Abderazak El-Khalouki Mark Faumuina Vincent Fournials Jean Frison Jérôme Gasc Steven Grant Ahmed Harrat Sébastien Marty David McLean Sean Mullins Martin O'Connell Stéphane Pezet Ludovic Railhet Emmanuel Rodriguez Jocelyn Tarayre Nicolas Tranier François Viguier Entraîneur : Sean Mullins |
| Carcassonne              | Sébastien Azéma Vincent Banet (c) Patrice Benausse Caffin Damien Constans Dalle Gareth Dean Rocky Edwards Folch Giné François Jovani Long Laurent Lucchese Christophe Moly Sabri Teddy Sadaoui Smits | Paris-Châtillon    | Hascoet Taylor Tillot Raymond |
| Carpentras               | Gallard Marin Marssal Musichini Palmer Sabatier |                    | |